# Ylimmäinen Patajärvi
Ylimmäinen Patajärvi är en sjö i kommunen Enare i landskapet Lappland i Finland. Sjön ligger 164,6 meter över havet. Arean är 45 hektar och strandlinjen är 5,13 kilometer lång. Sjön  ingår i Pasvik älvs huvudavrinningsområde.   Den ligger omkring 340 kilometer norr om Rovaniemi och omkring 1000 kilometer norr om Helsingfors. 